# .kp
.kp је највиши Интернет домен државних кодова (ccTLD) за Северну Кореју, направљен је 24 септембра 2007.